# Mirinae-Gletscher
Der Mirinae-Gletscher ist ein Gletscher auf King George Island im Archipel der Südlichen Shetlandinseln. Er liegt am Kopfende der Marian Cove.
Südkoreanische Wissenschaftler benannten ihn 2012 nach einer alten koreanischen Bezeichnung für eine Galaxie.